# Plavání na Letních olympijských hrách 2004
Plavání na Letních olympijských hrách 2004.

## Přehled medailí
| Pořadí | Země                         | Zlato | Stříbro | Bronz | Celkově |
| ------ | ---------------------------- | ----- | ------- | ----- | ------- |
| 1      | Spojené státy americké (USA) | 12    | 9       | 7     | 28      |
| 2      | Austrálie (AUS)              | 7     | 5       | 3     | 15      |
| 3      | Japonsko (JPN)               | 3     | 1       | 4     | 8       |
| 4      | Nizozemsko (NED)             | 2     | 3       | 2     | 7       |
| 5      | Ukrajina (UKR)               | 2     | 0       | 1     | 3       |
| 6      | Francie (FRA)                | 1     | 2       | 3     | 6       |
| 7      | Polsko (POL)                 | 1     | 2       | 0     | 3       |
| 8      | Jihoafrická republika (RSA)  | 1     | 1       | 1     | 3       |
| 8      | Zimbabwe (ZIM)               | 1     | 1       | 1     | 3       |
| 10     | Čína (CHN)                   | 1     | 1       | 0     | 2       |
| 11     | Rumunsko (ROM)               | 1     | 0       | 1     | 2       |
| 12     | Rakousko (AUT)               | 0     | 2       | 0     | 2       |
| 13     | Německo (GER)                | 0     | 1       | 4     | 5       |
| 14     | Maďarsko (HUN)               | 0     | 1       | 1     | 2       |
| 14     | Itálie (ITA)                 | 0     | 1       | 1     | 2       |
| 16     | Chorvatsko (CRO)             | 0     | 1       | 0     | 1       |
| 16     | Rusko (RUS)                  | 0     | 1       | 0     | 1       |
| 18     | Velká Británie (GBR)         | 0     | 0       | 2     | 2       |
| 19     | Argentina (ARG)              | 0     | 0       | 1     | 1       |
| 19     | Trinidad a Tobago (TRI)      | 0     | 0       | 1     | 1       |
| Celkem | Celkem                       | 32    | 32      | 33    | 97      |

## Medailisté

### Muži
| Kategorie                      | Zlato | Čas      | Stříbro | Čas      | Bronz | Čas      |
| ------------------------------ | --- | -------- | --- | -------- | --- | -------- |
| 50 m volný způsob              | Gary Hall, Jr. · Spojené státy americké (USA) | 21.93    | Duje Draganja · Chorvatsko (CRO)                                                                                               | 21.94    | Roland Mark Schoeman · Jihoafrická republika (RSA)                                                                                  | 22.02    |
| 100 m volný způsob             | Pieter van den Hoogenband · Nizozemsko (NED) | 48.17    | Roland Mark Schoeman · Jihoafrická republika (RSA)                                                                             | 48.23    | Ian Thorpe · Austrálie (AUS) | 48.56    |
| 200 m volný způsob             | Ian Thorpe · Austrálie (AUS) | 1:44.71  | Pieter van den Hoogenband · Nizozemsko (NED)                                                                                   | 1:45.23  | Michael Phelps · Spojené státy americké (USA)                                                                                       | 1:45.32  |
| 400 m volný způsob             | Ian Thorpe · Austrálie (AUS) | 3:43.10  | Grant Hackett · Austrálie (AUS)                                                                                                | 3:43.36  | Klete Keller · Spojené státy americké (USA)                                                                                         | 3:44.11  |
| 1500 m volný způsob            | Grant Hackett · Austrálie (AUS) | 14:43.40 | Larsen Jensen · Spojené státy americké (USA)                                                                                   | 14:45.29 | David Davies · Velká Británie (GBR)                                                                                                 | 14:45.95 |
|                                | |          | |          | |          |
| 100 m znak                     | Aaron Peirsol · Spojené státy americké (USA) | 54.06    | Markus Rogan · Rakousko (AUT)                                                                                                  | 54.35    | Tomomi Morita · Japonsko (JPN) | 54.36    |
| 200 m znak                     | Aaron Peirsol · Spojené státy americké (USA) | 1:54.95  | Markus Rogan · Rakousko (AUT)                                                                                                  | 1:57.35  | Răzvan Florea · Rumunsko (ROM) | 1:57.56  |
|                                | |          | |          | |          |
| 100 m prsa                     | Kósuke Kitadžima · Japonsko (JPN) | 1:00.08  | Brendan Hansen · Spojené státy americké (USA)                                                                                  | 1:00.25  | Hugues Duboscq · Francie (FRA) | 1:00.88  |
| 200 m prsa                     | Kósuke Kitadžima · Japonsko (JPN) | 2:09.44  | Dániel Gyurta · Maďarsko (HUN)                                                                                                 | 2:10.80  | Brendan Hansen · Spojené státy americké (USA)                                                                                       | 2:10.87  |
|                                | |          | |          | |          |
| 100 m motýlek                  | Michael Phelps · Spojené státy americké (USA) | 51.25    | Ian Crocker · Spojené státy americké (USA)                                                                                     | 51.29    | Andrij Serdinov · Ukrajina (UKR) | 51.36    |
| 200 m motýlek                  | Michael Phelps · Spojené státy americké (USA) | 1:54.04  | Takashi Yamamoto · Japonsko (JPN)                                                                                              | 1:54.56  | Stephen Parry · Velká Británie (GBR)                                                                                                | 1:55.52  |
|                                | |          | |          | |          |
| 200 m polohový závod           | Michael Phelps · Spojené státy americké (USA) | 1:57.14  | Ryan Lochte · Spojené státy americké (USA)                                                                                     | 1:58.78  | George Bovell · Trinidad a Tobago (TRI)                                                                                             | 1:58.80  |
| 400 m polohový závod           | Michael Phelps · Spojené státy americké (USA) | 4:08.26  | Erik Vendt · Spojené státy americké (USA)                                                                                      | 4:11.81  | László Cseh · Maďarsko (HUN) | 4:12.15  |
|                                | |          | |          | |          |
| štafeta 4×100 m volný způsob   | Jihoafrická republika · Roland Schoeman · Lyndon Ferns · Darian Townsend · Ryk Neethling                                                                   | 3:13.17  | Nizozemsko · Johan Kenkhuis · Mitja Zastrow · Klaas-Erik Zwering · Pieter van den Hoogenband · Mark Veens*                     | 3:14.36  | Spojené státy americké · Ian Crocker · Michael Phelps · Neil Walker · Jason Lezak · Nate Dusing* · Gary Hall, Jr.* · Gabe Woodward* | 3:14.62  |
| štafeta 4×200 m volný způsob   | Spojené státy americké · Michael Phelps · Ryan Lochte · Peter Vanderkaay · Klete Keller · Scott Goldblatt* · Dan Ketchum*                                  | 7:07.33  | Austrálie · Grant Hackett · Michael Klim · Nicholas Sprenger · Ian Thorpe · Antony Matkovich* · Todd Pearson* · Craig Stevens* | 7:07.46  | Itálie · Emiliano Brembilla · Massimiliano Rosolino · Simone Cercato · Filippo Magnini · Federico Cappellazzo* · Matteo Pelliciari* | 7:11.83  |
| štafeta 4×100 m polohový závod | Spojené státy americké · Aaron Peirsol · Brendan Hansen · Ian Crocker · Jason Lezak · Lenny Krayzelburg* · Mark Gangloff* · Michael Phelps* · Neil Walker* | 3:30.68  | Německo · Steffen Driesen · Jens Kruppa · Thomas Rupprath · Lars Conrad · Helge Meeuw*                                         | 3:33.62  | Japonsko · Tomomi Morita · Kósuke Kitadžima · Takashi Yamamoto · Yoshihiro Okumura                                                  | 3:35.22  |

* Nezúčastnili se finále, ale získali medaili.

### Ženy
| Kategorie                      | Zlato | Čas     | Stříbro | Čas     | Bronz | Čas     |
| ------------------------------ | --- | ------- | --- | ------- | --- | ------- |
| 50 m volný způsob              | Inge de Bruijnová · Nizozemsko (NED) | 24.58   | Malia Metellaová · Francie (FRA) | 24.89   | Lisbeth Lentonová · Austrálie (AUS) | 24.91   |
| 100 m volný způsob             | Jodie Henryová · Austrálie (AUS) | 53.84   | Inge de Bruijnová · Nizozemsko (NED) | 54.16   | Natalie Coughlinová · Spojené státy americké (USA)                                                                                          | 54.40   |
| 200 m volný způsob             | Camelia Potecová · Rumunsko (ROM) | 1:58.03 | Federica Pellegriniová · Itálie (ITA) | 1:58.22 | Solenne Figuèsová · Francie (FRA) | 1:58.45 |
| 400 m volný způsob             | Laure Manaudouová · Francie (FRA) | 4:05.34 | Otylia Jędrzejczaková · Polsko (POL) | 4:05.84 | Kaitlin Sandenoová · Spojené státy americké (USA)                                                                                           | 4:06.19 |
| 800 m volný způsob             | Ai Shibataová · Japonsko (JPN) | 8:24.54 | Laure Manaudouová · Francie (FRA) | 8:24.96 | Diana Munzová · Spojené státy americké (USA)                                                                                                | 8:26.61 |
|                                | |         | |         | |         |
| 100 m znak                     | Natalie Coughlinová · Spojené státy americké (USA) | 1:00.37 | Kirsty Coventryová · Zimbabwe (ZIM) | 1:00.50 | Laure Manaudouová · Francie (FRA) | 1:00.88 |
| 200 m znak                     | Kirsty Coventryová · Zimbabwe (ZIM) | 2:09.19 | Stanislava Komarova · Rusko (RUS) | 2:09.72 | Antje Buschschulteová · Německo (GER) · Reiko Nakamuraová · Japonsko (JPN)                                                                  | 2:09.88 |
|                                | |         | |         | |         |
| 100 m prsa                     | Luo Xuejuanová · Čína (CHN) | 1:06.64 | Brooke Hansonová · Austrálie (AUS) | 1:07.15 | Leisel Jonesová · Austrálie (AUS) | 1:07.16 |
| 200 m prsa                     | Amanda Beardová · Spojené státy americké (USA) | 2:23.37 | Leisel Jonesová · Austrálie (AUS) | 2:23.60 | Anne Poleskaová · Německo (GER) | 2:25.82 |
|                                | |         | |         | |         |
| 100 m motýlek                  | Petria Thomasová · Austrálie (AUS) | 57.72   | Otylia Jędrzejczaková · Polsko (POL) | 57.84   | Inge de Bruijnová · Nizozemsko (NED) | 57.99   |
| 200 m motýlek                  | Otylia Jędrzejczaková · Polsko (POL) | 2:06.05 | Petria Thomasová · Austrálie (AUS) | 2:06.36 | Yuko Nakanishiová · Japonsko (JPN) | 2:08.04 |
|                                | |         | |         | |         |
| 200 m polohový závod           | Jana Kločkovová · Ukrajina (UKR) | 2:11.14 | Amanda Beardová · Spojené státy americké (USA) | 2:11.70 | Kirsty Coventryová · Zimbabwe (ZIM) | 2:12.72 |
| 400 m polohový závod           | Jana Kločkovová · Ukrajina (UKR) | 4:34.83 | Kaitlin Sandenoová · Spojené státy americké (USA) | 4:34.95 | Georgina Bardachová · Argentina (ARG) | 4:37.51 |
|                                | |         | |         | |         |
| štafeta 4×100 m volný způsob   | Austrálie · Alice Millsová · Lisbeth Lentonová · Petria Thomasová · Jodie Henryová · Sarah Ryanová*                                                              | 3:35.94 | Spojené státy americké · Kara Lynn Joyceová · Natalie Coughlinová · Amanda Weirová · Jenny Thompsonová · Lindsay Benkoová* · Maritza Correiaová* · Colleen Lanneová*             | 3:36.39 | Nizozemsko · Chantal Grootová · Inge Dekkerová · Marleen Veldhuisová · Inge de Bruijnová · Annabel Kostenová*                               | 3:37.59 |
| štafeta 4×200 m volný způsob   | Spojené státy americké · Natalie Coughlinová · Carly Piperová · Dana Vollmerová · Kaitlin Sandenoová · Lindsay Benkoová* · Rhi Jeffreyová* · Rachel Komisarzová* | 7:53.42 | Čína · Zhu Yingwen · Xu Yanwei · Yang Yu · Pang Jiaying · Li Ji* | 7:55.97 | Německo · Franziska van Almsicková · Petra Dallmannová · Antje Buschschulteová · Hannah Stockbauerová · Janina Götzová* · Sara Harsticková* | 7:57.37 |
| štafeta 4×100 m polohový závod | Austrálie · Giaan Rooneyová · Leisel Jonesová · Petria Thomasová · Jodie Henryová · Brooke Hansonová* · Alice Millsová* · Jessicah Schipperová*                  | 3:57.32 | Spojené státy americké · Natalie Coughlinová · Amanda Beardová · Jenny Thompsonová · Kara Lynn Joyceová · Haley Copeová* · Tara Kirková* · Rachel Komisarzová* · Amanda Weirová* | 3:59.12 | Německo · Antje Buschschulteová · Sarah Poeweová · Franziska van Almsicková · Daniela Götzová                                               | 4:00.72 |

* Nezúčastnili se finále, ale získali medaili.